# Tweede Kamerverkiezingen in het kiesdistrict Gouda (1888-1918)

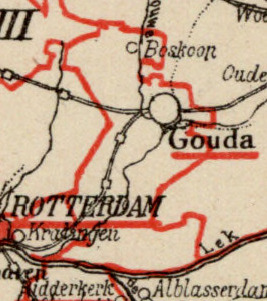
Kiesdistrict Gouda (1888)

Tweede Kamerverkiezingen in het kiesdistrict Gouda (1888-1918) geeft een overzicht van verkiezingen voor de Nederlandse Tweede Kamer in het kiesdistrict Gouda in de periode 1888-1918.
Het kiesdistrict Gouda was al ingesteld in 1848. De indeling van het kiesdistrict werd gewijzigd na de grondwetsherziening van 1887; tevens werd het kiesdistrict toen omgezet in een enkelvoudig district. Tot het kiesdistrict behoorden vanaf dat moment de volgende gemeenten: Boskoop, Gouda, Gouderak, Krimpen aan de Lek, Krimpen aan den IJssel, Lekkerkerk, Moerkapelle, Moordrecht, Nieuwerkerk aan den IJssel, Ouderkerk aan den IJssel en Waddinxveen. In 1897 werd de gemeente Capelle aan den IJssel toegevoegd aan het kiesdistrict. 
Het kiesdistrict Gouda vaardigde in deze periode per zittingsperiode één lid af naar de Tweede Kamer.
Legenda
- cursief: in de eerste verkiezingsronde geëindigd op de eerste of tweede plaats, en geplaatst voor de tweede ronde;
- vet: gekozen als lid van de Tweede Kamer.

## 6 maart 1888
De verkiezingen werden gehouden na vervroegde ontbinding van de Tweede Kamer.
|                        | 6 maart |
| ---------------------- | ------- |
| Kiesgerechtigden       | 2.915   |
| Opkomst                | 2.579   |
| Geldige stemmen        | 2.574   |
| Blanco stemmen         | 2       |
| Kandidaten             |         |
| K.A. Godin de Beaufort | 1.328   |
| J.G. Patijn            | 1.240   |

## 15 mei 1888
Karel Godin de Beaufort, gekozen bij de verkiezingen van 6 maart 1888, nam zijn benoeming niet aan vanwege zijn toetreding op 21 april 1888 tot het na de verkiezingen geformeerde kabinet-Mackay. Om in de ontstane vacature te voorzien werd een naverkiezing gehouden.  
|                                   | 15 mei |
| --------------------------------- | ------ |
| Kiesgerechtigden                  | 2.915  |
| Opkomst                           | 2.571  |
| Geldige stemmen                   | 2.549  |
| Blanco stemmen                    | 12     |
| Kandidaten                        |        |
| O.J.E. van Wassenaer van Catwijck | 1.447  |
| J. Fortuijn Droogleever           | 1.095  |

## 9 juni 1891
De verkiezingen werden gehouden na ontbinding van de Tweede Kamer.
|                                   | 9 juni | 23 juni |
| --------------------------------- | ------ | ------- |
| Kiesgerechtigden                  | 2.985  | 2.985   |
| Opkomst                           | 2.657  | 2.765   |
| Geldige stemmen                   | 2.649  | 2.735   |
| Blanco stemmen                    | 7      | 25      |
| Kandidaten                        |        |         |
| M. Boogaerdt                      | 1.246  | 1.382   |
| O.J.E. van Wassenaer van Catwijck | 987    | 1.353   |
| B.M. Bahlmann                     | 409    |         |

## 24 november 1891
Meindert Boogaerdt, gekozen bij de verkiezingen van 9 en 23 juni 1891, trad op 28 oktober 1891 af om gezondheidsredenen. Om in de ontstane vacature te voorzien werd een tussentijdse verkiezing gehouden.  
|                    | 24 november |
| ------------------ | ----------- |
| Kiesgerechtigden   | 2.985       |
| Opkomst            | 2.480       |
| Geldige stemmen    | 2.457       |
| Blanco stemmen     | 20          |
| Kandidaten         |             |
| J.P. Havelaar      | 1.320       |
| P. van der Breggen | 1.070       |
| J.N. Bastert       | 50          |

## 30 mei 1893
Jacob Havelaar, gekozen bij de verkiezingen van 24 november 1891, trad op 1 mei 1893 af vanwege zijn benoeming als directeur-generaal der Posterijen en Telegraphie. Om in de ontstane vacature te voorzien werd een tussentijdse verkiezing gehouden.
|                  | 30 mei | 13 juni |
| ---------------- | ------ | ------- |
| Kiesgerechtigden | 2.992  | 2.992   |
| Opkomst          | 2.227  | 2.172   |
| Geldige stemmen  | 2.209  | 2.131   |
| Blanco stemmen   | 17     | 36      |
| Kandidaten       |        |         |
| T.G.G. Valette   | 712    | 1.132   |
| J.N. Bastert     | 815    | 999     |
| A. Brummelkamp   | 675    |         |

## 10 april 1894
De verkiezingen werden gehouden na vervroegde ontbinding van de Tweede Kamer.
|                    | 10 april | 24 april |
| ------------------ | -------- | -------- |
| Kiesgerechtigden   | 2.992    | 2.992    |
| Opkomst            | 2.223    | 2.472    |
| Geldige stemmen    | 2.199    | 2.449    |
| Blanco stemmen     | 17       | 18       |
| Kandidaten         |          |          |
| C.J.E. van Bylandt | 972      | 1.236    |
| T.G.G. Valette     | 776      | 1.213    |
| A. Kuyper          | 449      |          |

## 15 juni 1897
De verkiezingen werden gehouden na ontbinding van de Tweede Kamer.
|                                   | 15 juni | 25 juni |
| --------------------------------- | ------- | ------- |
| Kiesgerechtigden                  | 5.728   | 5.728   |
| Opkomst                           | 4.515   | 5.169   |
| Geldige stemmen                   | 4.475   | 5.138   |
| Blanco stemmen                    | 40      | 31      |
| Kandidaten                        |         |         |
| C.J.E. van Bylandt                | 1.249   | 2.584   |
| L.F. Duymaer van Twist            | 2.084   | 2.554   |
| D. de Klerk                       | 495     |         |
| P. van der Hoog                   | 291     |         |
| O.J.E. van Wassenaer van Catwijck | 279     |         |
| J.T. de Visser                    | 77      |         |

## 14 juni 1901
De verkiezingen werden gehouden na ontbinding van de Tweede Kamer.
|                       | 14 juni | 27 juni |
| --------------------- | ------- | ------- |
| Kiesgerechtigden      | 6.072   | 6.072   |
| Opkomst               | 4.917   | 5.085   |
| Geldige stemmen       | 4.839   | 5.061   |
| Blanco stemmen        | 78      | 24      |
| Kandidaten            |         |         |
| T. Heemskerk          | 1.818   | 2.769   |
| C.J.E. van Bylandt    | 1.588   | 2.292   |
| J.H. de Waal Malefijt | 712     |         |
| F. Mol                | 508     |         |
| H. Gorter             | 213     |         |

## 30 juli 1901
Theo Heemskerk was bij de verkiezingen van 14 en 27 juni 1901 gekozen in twee kiesdistricten, Amsterdam VII en Gouda. Hij opteerde voor Amsterdam VII, als gevolg waarvan in Gouda een naverkiezing gehouden werd.
|                  | 30 juli |
| ---------------- | ------- |
| Kiesgerechtigden | 6.072   |
| Opkomst          | 4.747   |
| Geldige stemmen  | 4.715   |
| Blanco stemmen   | 32      |
| Kandidaten       |         |
| A.W.F. Idenburg  | 2.558   |
| H.P. de Kanter   | 2.048   |
| A.M. Hoogendijk  | 109     |

## 22 oktober 1902
Alexander Idenburg, gekozen bij de verkiezingen van 30 juli 1901, trad op 25 september 1902 af vanwege zijn benoeming als minister van Koloniën in het kabinet-Kuyper, als opvolger van de overleden Titus van Asch van Wijck. Om in de ontstane vacature te voorzien werd een tussentijdse verkiezing gehouden.
|                          | 22 oktober |
| ------------------------ | ---------- |
| Kiesgerechtigden         | 6.156      |
| Opkomst                  | 4.751      |
| Geldige stemmen          | 4.713      |
| Blanco stemmen           | 38         |
| Kandidaten               |            |
| S. de Vries              | 2.431      |
| M.M. Schim van der Loeff | 1.479      |
| H. Gorter                | 492        |
| C.A. Zelvelder           | 311        |

## 16 juni 1905
De verkiezingen werden gehouden na ontbinding van de Tweede Kamer.
|                  | 16 juni | 28 juni |
| ---------------- | ------- | ------- |
| Kiesgerechtigden | 8.663   | 8.663   |
| Opkomst          | 7.891   | 8.229   |
| Geldige stemmen  | 7.811   | 8.176   |
| Blanco stemmen   | 80      | 53      |
| Kandidaten       |         |         |
| W.T.C. van Doorn | 3.361   | 4.213   |
| S. de Vries      | 3.680   | 3.963   |
| H. Gorter        | 669     |         |
| A.P. Staalman    | 101     |         |

## 11 juni 1909
De verkiezingen werden gehouden na ontbinding van de Tweede Kamer.
|                  | 11 juni | 28 juni |
| ---------------- | ------- | ------- |
| Kiesgerechtigden | 9.453   | 9.453   |
| Opkomst          | 8.250   | 8.821   |
| Geldige stemmen  | 8.199   | 8.773   |
| Blanco stemmen   | 51      | 48      |
| Kandidaten       |         |         |
| W.T.C. van Doorn | 3.668   | 4.526   |
| H. Colijn        | 3.988   | 4.247   |
| J.A. Bergmeyer   | 543     |         |

## 17 juni 1913
De verkiezingen werden gehouden na ontbinding van de Tweede Kamer.
|                  | 17 juni | 25 juni |
| ---------------- | ------- | ------- |
| Kiesgerechtigden | 10.711  | 10.711  |
| Opkomst          | 9.657   | 9.857   |
| Geldige stemmen  | 9.539   | 9.785   |
| Blanco stemmen   | 118     | 72      |
| Kandidaten       |         |         |
| W.T.C. van Doorn | 4.127   | 5.411   |
| J.A. de Wilde    | 3.841   | 4.374   |
| A. Dijkgraaf     | 999     |         |
| G. Roos          | 351     |         |
| E.A. Keuchenius  | 221     |         |

## 15 juni 1917
De verkiezingen werden gehouden na ontbinding van de Tweede Kamer.
|                  | 15 juni |
| ---------------- | ------- |
| Kiesgerechtigden | 11.598  |
| Kandidaten       |         |
| W.T.C. van Doorn |         |

De zeven in de vorige Tweede Kamer vertegenwoordigde partijen hadden afgesproken in elkaars kiesdistricten geen tegenkandidaten te stellen. Van Doorn was derhalve de enige kandidaat; hij werd zonder nadere stemming gekozen verklaard.

## Opheffing
De verkiezing van 1917 was de laatste verkiezing voor het kiesdistrict Gouda. In 1918 werd voor verkiezingen voor de Tweede Kamer overgegaan op een systeem van evenredige vertegenwoordiging met kandidatenlijsten van politieke partijen.